# Saint-Didier (Vaucluse)
Saint-Didier – miejscowość i gmina we Francji, w regionie Prowansja-Alpy-Lazurowe Wybrzeże, w departamencie Vaucluse.
Według danych na rok 1990 gminę zamieszkiwało 1657 osób, a gęstość zaludnienia wynosiła 458 osób/km² (wśród 963 gmin regionu Prowansja-Alpy-W. Lazurowe Saint-Didier plasuje się na 296. miejscu pod względem liczby ludności, natomiast pod względem powierzchni na miejscu 814.).

## Populacja

Populacja Saint-Didier w latach 1962-2008